# Lars-Erik Forsgårdh
Lars-Erik Forsgårdh, född 27 september 1942, är en svensk ekonomie doktor och företagsledare. Han var VD i Sveriges Aktiesparares Riksförbund 1984-2006.
Forsgårdh blev 1975 ekonomie doktor i företagsekonomi, redovisning och finansiering vid Handelshögskolan i Stockholm med en avhandling Information och Aktiekurser. En studie av den svenska aktiemarknadens effektivitet.
Forsgårdh var lärare vid Handelshögskolan i Stockholm under åren 1969-1979 och forskare vid Ekonomiska Forskningsinstitutet vid Handelshögskolan. Under åren 1974-1979 var han projektledare för Findataprojektet, samt lärare vid Institutet för Företagsledning, IFL. Han var VD i familjeföretaget Hotell Skogshöjd AB 1979-1984 och VD i Sveriges Aktiesparares Riksförbund och Aktiespararnas Service AB under åren 1984-2006.
Utöver detta har han bland annat varit styrelseledamot i OM-gruppen (OMX) 1985–1998, ledamot av Statens Privatiseringskommission 1992–1994, ordförande i World Federation of Investors Corporations 2003–2009 och styrelseledamot HQ AB 2010–2011.